# سیارک ۸۱۳۳
سیارک ۸۱۳۳ (به انگلیسی: 8133 Takanochoei، نامگذاری:1977DX3) هشت هزار و صد و سی و سومین سیارک کشف شده‌است که در ۱۸ فوریه ۱۹۷۷ کشف شد.
قدر مطلق سیارک برابر ۴۸.۹ است.